# Bolívia hadereje
Az ország hadereje a szárazföldi erőkből, a légierőből és a "haditengerészetből" áll.

## Fegyveres erők létszáma
- Aktív: 31 500 fő

## Szárazföldi erők
Létszám
25 000 fő
Állomány
- 3 gépesített ezred
- 1 felderítő ezred
- 2 páncélos zászlóalj
- Elnöki Gárda
- 7 felderítő csoport
- 22 gyalogos zászlóalj
- 10 tüzér osztály
- 1 ejtőernyős ezred
- 6 műszaki zászlóalj

Felszerelés
- 36 db közepes harckocsi
- 24 db felderítő harcjármű
- 72 db páncélozott szállító jármű
- 118 db vontatásos tüzérségi löveg

## Légierő
Létszám
3000 fő
Állomány
- 2 közvetlen támogató század
- 1 harci kiképző század
- 3 szállító repülő század
- 1 harci helikopteres század

Felszerelés
- 37 db harci repülőgép
- 24 db szállító repülőgép
- 16 db harci helikopter

## Haditengerészet
Bolívia a tengerpartját elvesztette a Chile ellen vívott háborúban, de továbbra is fenntartja "haditengerészetét" folyami erőként.
Létszám
3500 fő
Folyami hajók
- 60 db járőrhajó
- 18 db vegyes feladatú hajó

A fegyveres erőkre vonatkozó adatok a Magyar nagylexikon  szerint:
Fegyveres testületei: a hadsereg, a határőrség, a rendőrség, a kábítószerellenes rendőrség.
A hadsereg létszáma 32000 fő, ebből 13000 fő a hivatásos. A szárazföldi erőknél 23000 fő, a légierőnél 4000 fő, a haditengerészetnél 5000 fő teljesít szolgálatot. Haditechnikai eszközei közé 12 harckocsi, 36 önjáró páncéltörő ágyú, 110 páncélozott szállító harcjármű, 115 ágyú és aknavető, 7 könnyű repülőgép, 10 őrhajó, egy szállító- és több kis hajó tartozik.